# Beatmania IIDX 28 BISTROVER
beatmania IIDX 28 BISTROVER은 리듬게임 beatmania IIDX 시리즈의 28번째(beatmania IIDX substream 포함 시 29번째) 작품으로 HEROIC VERSE의 후속작이다.
2020년 9월 4일에서 9월 6일까지 GAME실크햇 가와사키다이스점에서 사운드 볼텍스 익시드 기어와 동시에 로케 테스트가 개최되었으며, 2020년 10월 28일에 정식 발매되었다. 한국은 심의 문제로 2일 늦은 10월 30일부터 가동되었다.
이번 작의 이미지 캐릭터는 ROOTS26의 시키, K-na, 지르치(메인), 시아, 츠가루(메인).

## 게임 모드
- STEP UP : 이번 작의 테마는 쿠프로의 세계 미식 대결이다. 각 나라의 특징이 담긴 배경과 쿠프로가 등장한다. 등장 국가는 순서대로 대한민국, 프랑스, 이탈리아, 인도, 러시아, 멕시코, 터키, 미국이다.
- STANDARD : 기본적인 게임 모드로 전작에 비해 특별히 바뀐 점은 없다.
- 단위인정 (段位認定) : 플레이어의 실력을 급수로 나누어 평가받는 모드로, 설정된 4곡(더블 플레이는 22 PENDUAL까지 3곡, 23 copula부터 4곡)을 플레이한다. 급수는 7급~1급~초단~10단~중전~개전(단, 더블 플레이의 6급과 7급, 중전 급수는 23 copula부터 생겼다.)으로 구성되어 있다. HAPPY SKY 이전까지는 HI-SPEED 만을 설정할 수 있었지만, 13 DistorteD 이후부터는 HIDDEN, SUDDEN 등의 옵션도 설정할 수 있게 바뀌었다. e-AMUSEMENT에 연결된 기계에서 카드를 사용해 플레이할 경우 공식 웹사이트에 등록되며, 웹사이트에서 플레이어들의 성취율을 확인할 수도 있다.
- FREE : 연습용 모드로, 클리어 여부에 상관 없이 2곡을 플레이할 수 있다.
- PREMIUM FREE : 파세리를 사용한 연습용 모드로, 제한시간 내에 클리어 여부에 상관없이 플레이할 수 있다. 한국에서는 ARENA MODE에서 진입하는 방법과 특정 날짜의 혜택 시스템을 이용한 진입만이 가능하다.
- ARENA : 최초 가동 시점에서는 삭제되어 있으나, 홈페이지에는 아레나 관련 정보가 남아있다. 추후 업데이트될 예정으로 보인다.

## 주요 변경점
- 기존의 20만점 스코어제가 완전히 삭제되었고, EX SCORE가 20만점 스코어를 완전히 대체하게 되었다.
- 더 이상 결과 화면에서 최대 콤보 수를 집계하지 않는다.
- 플레이 화면에 곡명과 작곡자명이 표시되도록 변경되었다. 이전 버전에서 처음 도입된 라이트닝 모델에서는 화면 하단 전광판이 제거되었기 때문에 플레이 중인 곡명을 알 수 없었는데, 이번 변경으로 라이트닝 모델에서도 현재 곡을 확인할 수 있게 되었다.
- STEP UP 모드에서도 클리어 레이트 표시가 뜨도록 변경되었다.

## 요일별 보너스
- 일요일 : DJ VIP PASS BLACK가 1장 지급된다.
- 월요일 : PREMIUM FREE 진입 시 1분이 추가된다.
- 화요일 : HAZARD 모드가 TIME HAZARD(8분)로 대체된다.
- 수요일 : FREE/FREE PLUS 모드가 TIME FREE(5분)/TIME FREE PLUS(7분) 모드로 대체된다.
- 목요일 : HAZARD 모드가 TIME HELL(8분)모드로 대체된다.
- 금요일 : 모든 플레이에서 V디스크가 지급되며, V디스크를 소비하는 컨텐츠는 모두 V디스크를 1개만 소비하도록 변경된다.
- 토요일 : STEP UP의 복습 폴더에서 모든 레벨을 플레이할 수 있게 된다.